# Filippo Amedeo
Filippo Amedeo (Torino, 2 febbraio 1891 – Torino, 18 giugno 1946) è stato un politico e operaio italiano, dirigente socialista e parlamentare.

## Biografia

### Nascita e le battaglie giovanili
Filippo Amedeo nacque il 2 febbraio 1891 da una famiglia operaia di modestissime origini, per cui fu costretto fin da giovanissimo imparare un mestiere. Diventò falegname ed ebanista e si impegnò nel campo sindacale, dove si distinse per le doti organizzative e la combattività, diventando segretario della Lega torinese dei Lavoranti del legno e successivamente segretario della Federazione nazionale e membro del comitato esecutive della Camera del Lavoro. Si impegnò precocemente in politica avvicinandosi alle posizioni anarco-socialiste e antimilitariste serpeggianti nell'organizzazione giovanile socialista. Nel 1909 venne segnalato come membro del gruppo herveista di Guerra sociale, incline al sindacalismo rivoluzionario di matrice soreliana. 

### La guerra di Libia
Nonostante il suo pacifismo, nel 1911 fu costretto a prendere parte alla guerra di Libia e nel 1915 fu richiamato alle armi nella prima guerra mondiale. Tuttavia, non cessò di svolgere attività propagandistica antimilitarista e per questo fu sottoposto per due volte a procedura militare e, successivamente, condannato. Fu un soldato valoroso che non volle essere decorato per una guerra in cui non credeva perché in evidente contrasto con i suoi principi antimilitaristi. Nel 1918 i suoi rapporti con i socialisti torinesi per la diffusione di materiale di propaganda furono intercettati e quindi venne processato con i suoi compagni, addossandosi responsabilità non sue per non rivelare la trama organizzativa. Nel 1920 ebbe un ruolo importante nell’occupazione della fabbrica per la quale lavorava dal ritorno dalla guerra, lo stabilimento meccanico Garavini; partecipò anche agli aspri conflitti tra capitale e lavoro che scoppiarono con la smobilitazione e il rientro dei reduci.

### Dall'incarcerazione al successo elettorale
Il 20 novembre 1920 fu arrestato e incarcerato; quello stesso giorno la madre morì a causa del dolore alla notizia dell’incarcerazione del figlio. Non passò inosservata la dignità con cui Amedeo visse il carcere e i compagni di partito indicarono il suo nome a una candidatura di protesta nelle elezioni del 1921. Venne votato plebiscitariamente, risultando terzo dopo due leader affermati del socialismo riformista torinese con Giulio Casalini e Giuseppe Romita; nel maggio del 1921 lasciò la cella delle Carceri Nuove di Torino per salire sullo scranno di Palazzo Montecitorio come deputato del XXVI legislatura. Nella lotta politica di quegli anni si schierò con la tendenza massimalista di Giacinto Menotti Serrati, Arturo Vella e Olindo Vernocchi che al congresso del 1922 avrebbe determinato l’espulsione dei riformisti, senza abbracciare le posizioni fusioniste. Con Nenni lanciò, già nel 1923, il comitato nazionale di difesa socialista, dove venne eletto segretario della federazione, carica mantenuta fino al 1926, a fianco di Romita e Barberis.

### La sua militanza antifascista
Venne rieletto con successo nel 1924 e da allora inizia la sua battaglia contro il regime, prima sui banchi del Parlamento, poi nell’emigrazione antifascista. Entrò a far parte del Comitato nazionale sindacale socialista, in un momento difficile, quando la tensione tra le varie componenti sindacali della sinistra era all'apice, non riuscendo a trovare un’intesa per una comune opposizione antifascista sul terreno sociale, con oscillazioni che andavano dal legalitarismo della Confederazione generale del lavoro all’insurrezionalismo dei comunisti. 
Di fronte al delitto Matteotti le posizioni mantenute furono quelle aventiniane filo democratiche, fautrici di una protesta morale a difesa del parlamentarismo e della legalità, contrarie ad una contrapposizione al regime che comportasse l’appello al paese, e la richiesta delle dimissioni di Mussolini, con la proclamazione di un nuovo governo. Amedeo propendeva per una soluzione rivoluzionaria e, a fianco di Piero Gobetti, diede vita al Comitato delle opposizioni, sorto a Torino. 
Il 18 giugno 1924 furono richieste le dimissioni del capo del governo e l’autoconvocazione dei deputati della minoranza per nominare un altro esecutivo, ma la proposta non ebbe seguito a livello nazionale.
Il 3 gennaio 1925 segnò la rivincita fascista alla Camera e, nel paese, con un’ulteriore restrizione delle libertà. Amedeo presiedette, tra il 17 e il 25 febbraio, due riunioni del Comitato delle opposizioni, unitamente ai rappresentanti delle commissioni interne delle fabbriche, al fine di allargare l’opposizione sociale.

### La strutturazione clandestina del Partito
Nell'estate del ‘25, dopo il fallimento dell’Aventino, Amedeo si dedicò all’organizzazione clandestina del partito, in Piemonte, nelle fabbriche, dove aveva i maggiori contatti. In seguito all’attentato Zaniboni e allo scioglimento forzato del Psu, convergeva sulle posizioni nenniane per il rafforzamento di un gruppo dirigente socialista in una prospettiva di riunificazione con i riformisti, ormai privi di riferimento organizzativo.
Nel marzo del 1926 Nenni fondò con Carlo Rosselli la rivista “Quarto Stato” che segnava il superamento del fallimento aventiniano e una ricomposizione dei due tronconi socialisti su basi teoriche rinnovate.
Amedeo ne fu uno dei collaboratori, mentre un suo ulteriore tentativo fu quello di fondare un Comitato di unità socialista che auspicasse la maggior convergenza possibile in ogni iniziativa politica e sindacale . La riunificazione socialista andava vista come superamento delle vecchie divisioni ideologiche nel nome di un fattivo volontarismo nella lotta contro la dittatura.

### L’esilio.
La sera stessa del 9 novembre, giorno in cui entrarono in vigore le leggi sulla pubblica sicurezza, per Amedeo fu disposto l’arresto. Per sfuggirvi, si imbarcò clandestinamente su uno piroscafo ed emigrò in Francia. 
Nel 1940 fu condannato in contumacia dal Tribunale speciale per la difesa dello stato per Menomazione del prestigio nazionale all'estero (Filippo Amedeo e Giuseppe Pitet avevano pubblicato, nel luglio 1939, sulla Voce degli Italiani un'intervista dal titolo Qual è lo stato d'animo dei soldati italiani).. Nel 1956 il processo fu nuovamente aperto presentando le stesse accuse "[...] fuori del territorio dello Stato, aver fatto delle affermazioni false e tendenziose sulle condizioni interne dell'Italia menomandone il prestigio [...] ". Si stabilì nella regione di Marsiglia dove costruì contatti con il Centro Socialista di Parigi da cui ricevette l’incarico di organizzare il movimento politico e sindacale nel sud-est della Francia. L'incarico, nella sua riuscita, comportò l’estensione di questo movimento da Mentone a Marsiglia, dalle Bocche del Rodano all’Isère.

### Lega dei diritti
Membro attivo della Lega dei diritti dell’uomo trasformato in un efficace strumento di assistenza e di integrazione dei numerosi emigrati italiani.
Partecipò intensamente al dibattito politico in seno al Psi nell’emigrazione sui temi che travagliarono la patria nell’ultimo periodo. Si espresse a favore dell’unificazione con i riformisti e per un’ampia alleanza da perseguirsi con le altre forze antifasciste presenti nella Concentrazione. Con l'esplodere di forti contrasti interni ai partiti della Concentrazione, che porteranno in seguito al suo scioglimento nel 1934, Amedeo sposò nuovamente le posizioni di Nenni: dichiarare battaglia contro i vecchi schematismi dottrinari, inadeguati per fronteggiare il fascismo e aprire una revisione ideologica sul tema della libertà democratico-parlamentari e su quello dei rapporti con gli altri partiti socialisti europei. Questi furono i temi del documento sottoscritto da Nenni La lotta antifascista e l’unità socialista pubblicato nel ‘28.

### La rottura con i massimalisti a Grenoble.
Il congresso di Grenoble del 1930 registrò una forte spaccatura, pur con una prevalenza degli unitari, e una ennesima scissione con la definitiva rottura con i massimalisti, destinati ad una lunga agonia. I revisionisti celebrarono il congresso dominato da Nenni, a cui Amedeo continuò ad accordare il suo sostegno e la sua partecipazione, accompagnato dalle forze più giovani e capaci che si battevano per una revisione ideologica ed una immediata unificazione del Psi con il Partito Socialista Unitario dei Lavoratori Italiani di Turati, Treves e Saragat e con il sostegno dell’Internazionale socialista. Si trattò di elaborare degli obiettivi praticabili in una strategia concreta di lotta contro il fascismo, una politica di alleanze che superasse i consueti steccati classisti, inserendo il Psi a pieno titolo nel consesso dei partiti socialdemocratici. Amedeo fu eletto ripetutamente nella direzione del Sezione dell’Internazionale Operaia Socialista”; fu conferenziere della Lidu, la Lega Italiana dei diritti dell’uomo, della Sfio, il partito socialista francese.
Sul finire degli anni Venti cercò di riallacciare i rapporti con i compagni torinesi rimasti in patria fungendo da tramite con la Francia, con la direzione parigina. Fece recapitare una fitta corrispondenza clandestina per far pervenire materiale di propaganda emanato dai dirigenti dei due partiti che si sarebbero riunificati nel luglio del 1930 e diffonderlo in Piemonte, Lombardia, Liguria. L’opera fu smantellata da un infiltrato che cercò di guadagnarsi la fiducia di Amedeo portando all’arresto di sette torinesi tra cui Romita e Mario Amedeo, il fratello.
Nel ‘36 combatté nella guerra civile spagnola a fianco di Nenni e De Rosa nelle Brigate Matteotti fino alla sconfitta della Repubblica.

### La resistenza.
Ritornato in Francia fu accolto dall’entrata in guerra per cui si trovò l’anno successivo a combattere contro il fascismo alleato dei nazisti. 

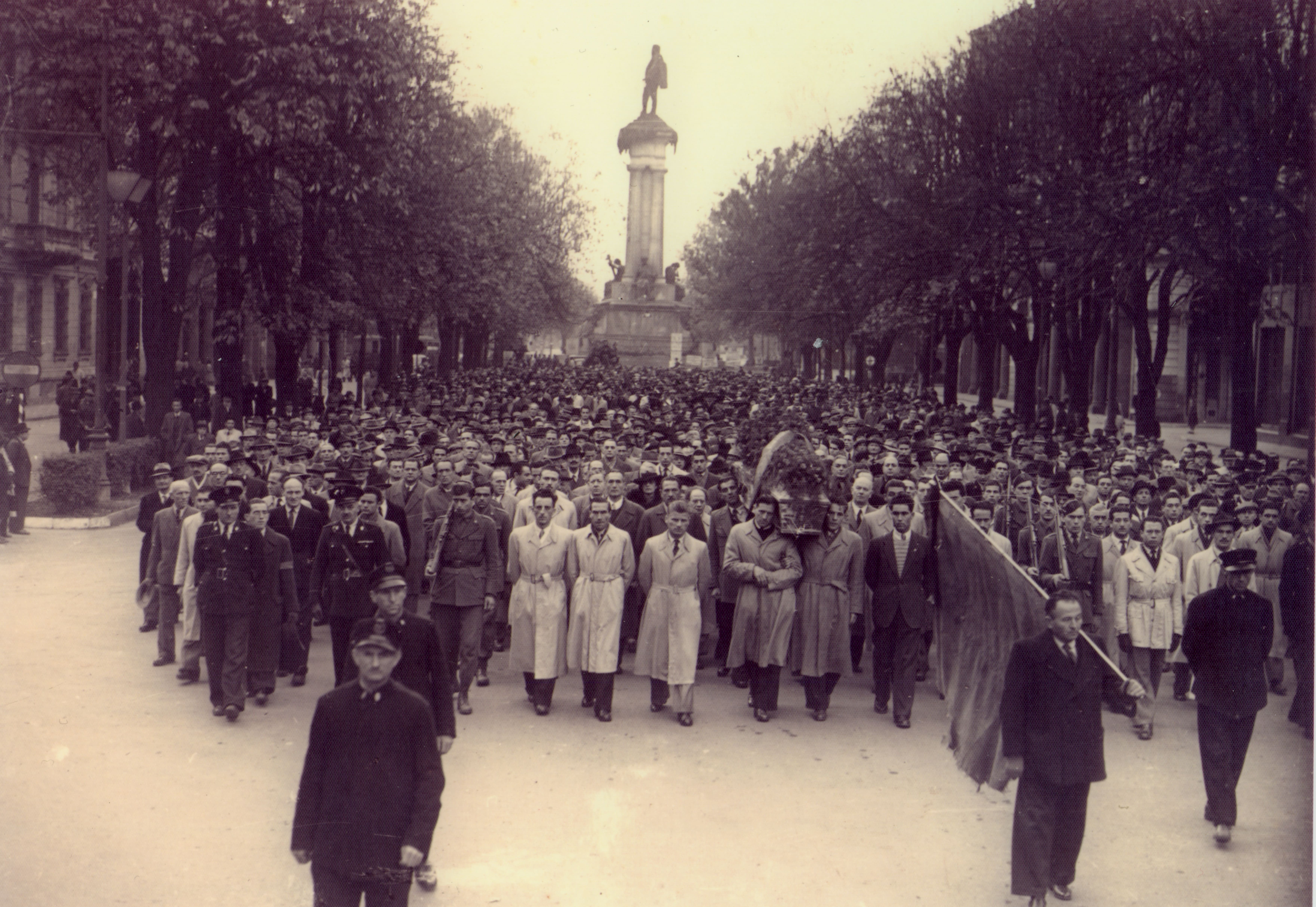
Funerale civile di Filippo Amedeo

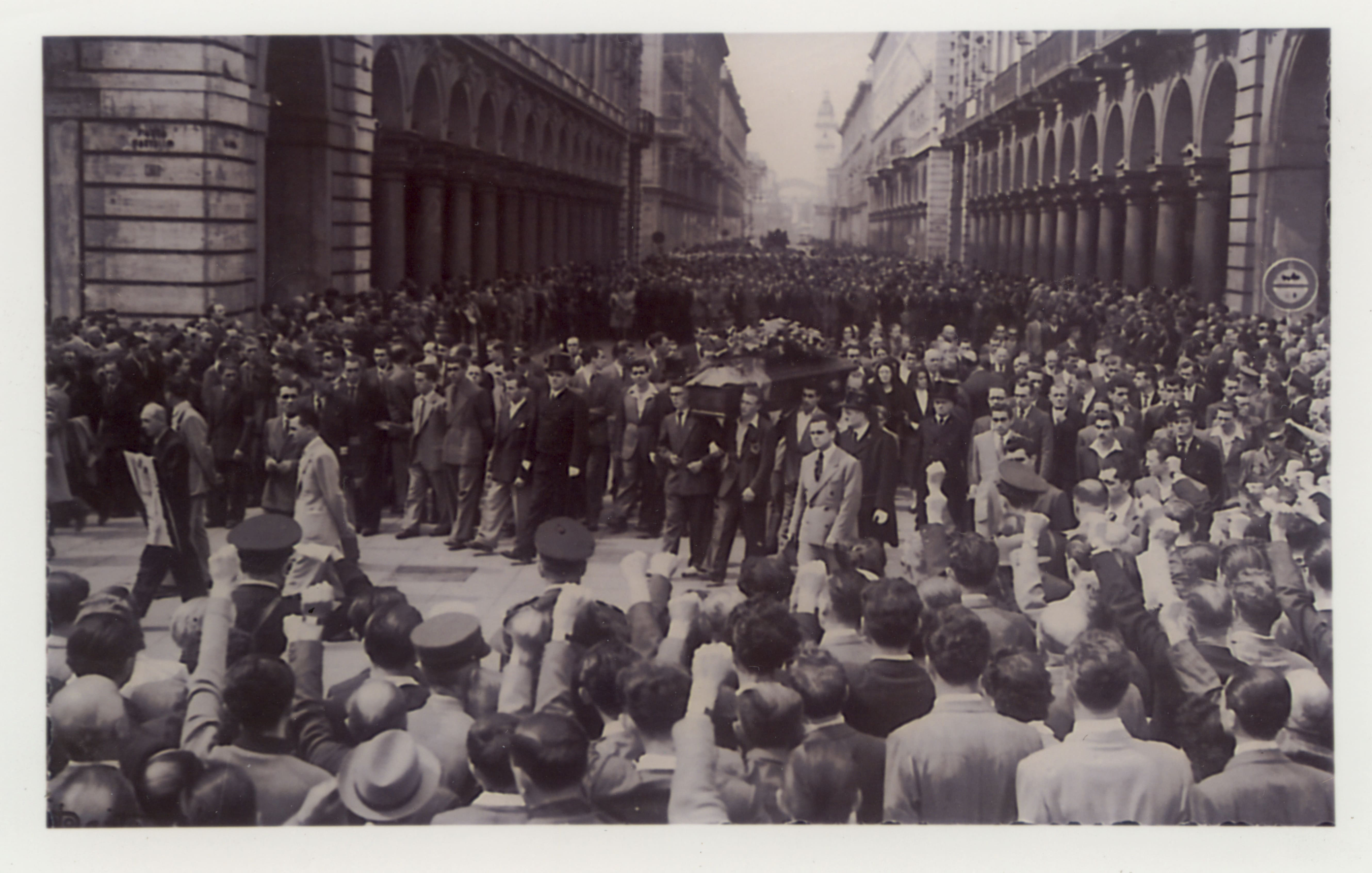
Funerali civili di Filippo Amedeo.

Venne arrestato nel 1943 dalla Gestapo mentre tentò di attraversare il confine e fu rinchiuso nelle Nuove di Torino, da dove venne liberato da un assalto popolare. A Torino si era ricostituito clandestinamente un Fronte nazionale d’azione unitaria insieme con i comunisti, i cattolici e gli azionisti quindi vi operava il Comitato regionale socialista. In quei giorni Amedeo partecipa ad una importante riunione per far fronte alla situazione badogliana, ma venne nuovamente arrestato, dopo essere stato nominato segretario organizzativo cittadino. Fu portato al carcere di Susa, ma poi liberato; su di lui pendeva una taglia di mezzo milione di lire costringendolo nuovamente alla clandestinità. 
Le sue posizioni politiche continuarono ad essere coerenti con quelle dell’esilio.
Il suo ultimo periodo di vita fu consacrato al lavoro organizzativo, in occasione della campagna elettorale che lo avrebbe visto tra gli eletti della sua circoscrizione senza poter vedere in seguito rinascere la sua nazione su basi nuove.
Morì il 18 giugno 1946 per un malore improvviso, probabilmente dato dal logorio delle esperienze vissute. Visto il forte contributo dato nella lotta antifascista, per il giorno del suo funerale laico, uno dei primi ad essere celebrato nel secondo dopoguerra, partecipò una folla immensa per rendergli omaggio. Non solo persone vicine al Partito Socialista, ma anche persone riconoscenti del valore apportato in un momento tanto difficile per l'Italia.